# Richard Dixon (scienziato)
Richard Newland Dixon (FRS; Borough Green, 25 dicembre 1930 – 25 maggio 2021) è stato un chimico britannico noto per il suo lavoro nel campo delle proprietà termiche o ottiche della materia.
Figlio di Robert T e Lilian Dixon, studiò alla Judd School, al King's College di Londra (BSc, 1951) e al St Catharine's College, Cambridge (PhD, 1955). Sposò Alison Birks nel 1954.
Ha lavorato come ricercatore senior presso l'Università di Bristol e nel 2004 è stato insignito della Medaglia Rumford